# Richard Montgomery (mathématicien)
Pour l’article homonyme, voir Richard Montgomery.
Richard Harford Montgomery est un mathématicien britannique.

## Formation et carrière
Montgomery étudie à l'université de Cambridge, où il obtient son doctorat en 2015 sous la direction d'Andrew Thomason avec une thèse intitulée Minors and Spanning Trees in Graphs. Il est chercheur postdoctoral à l'Université de Birmingham en 2015 et chercheur junior au Trinity College de 2015 à 2019. À l'Université de Birmingham, il est Fellow de 2018 à 2020, Senior Fellow de 2020 à 2021 et Reader en combinatoire de 2021 à 2022. Depuis 2022, il est professeur agrégé à l'université de Warwick. 

## Travaux
Il travaille sur les sous-graphes et les décompositions en graphes et graphes aléatoires. Avec Pokrovskiy et Sudakov, il montre la conjecture de Ringel-Kotzig (de). Également avec Pokrovskiy et Sudakov, il prouve des théorèmes sur les décompositions de graphes colorés entièrement bipartis en graphes arc-en-ciel, ce qui équivaut à une décomposabilité de carrés latins. Avec Hong Liu, il résout le problème du cycle impair de Paul Erdős et András Hajnal.

## Récompenses
Avec Alexey Pokrovskiy, il reçoit le Prix européen de combinatoire 2019 pour leurs « profondes contributions à la combinatoire extrême et probabiliste »,,. 
En 2020, il reçoit le prix Philip Leverhulme. 
Il est lauréat du prestigieux  prix de la Société mathématique européenne en 2024 pour la « solution de la conjecture de compactage de l'arbre de Ringel, le développement de techniques d'absorption distributive avec des applications aux problèmes d'incorporation de graphes et la résolution de plusieurs conjectures classiques d'Erdős et d'autres sur les longueurs de cycle dans les graphes clairsemés. en utilisant la nouvelle machinerie des graphes d'expansion sublinéaires" .

## Publications
- avec A. Pokrovskiy, B. Sudakov : into spanning rainbow structures. Proc. Lond. Math. Soc. (3) 119, n°4, 899-959 (2019).
- avec A. Pokrovskiy, B. Sudakov : A proof of Ringel’s conjecture. Geom. Funct. Anal. 31, n°3, 663-720 (2021).
- avec H. Liu : UA solution to Erdős and Hajnal’s odd cycle problem. J. Am. Math. Soc. 36, n°4, 1191-1234 (2023).